# Wilker Ángel
Wilker José Ángel Romero (ur. 18 marca 1993 w Valerze) – wenezuelski piłkarz występujący na pozycji środkowego obrońcy w brazylijskim klubie Criciúma EC oraz w reprezentacji Wenezueli. Wychowanek Trujillanos. Znalazł się w kadrze na Copa América 2016.